# オーリオ・アル・セーリオ
オーリオ・アル・セーリオ（伊: Orio al Serio  ( 音声ファイル)）は、イタリア共和国ロンバルディア州ベルガモ県にある、人口約1,700人の基礎自治体（コムーネ）。
ベルガモ・オーリオ・アル・セーリオ空港は当地に所在する。

## 地理

### 位置・広がり
ベルガモ県のコムーネ。県都ベルガモから南南東へ3km、州都ミラノから東北東へ46kmの距離にある。

#### 隣接コムーネ
隣接するコムーネは以下の通り。
- アッツァーノ・サン・パオロ
- ベルガモ
- グラッソッビオ
- セリアーテ
- ザーニカ

### 地震分類
イタリアの地震リスク階級 (it) では、3 に分類される
。